# Min nan
Min nan es refereix a una família de dialectes del xinès parlats al sud de Fujian i les regions veïnes. Sol rebre noms diferents: En general, min nan significa la parla de Xiamen (dita Amoy), a Taiwan és anomenat taiwanès, i Hokkien pels habitants d'Àsia Sud-oriental. Així mateix, la família min nan inclou els dialectes Teo Chew i Qiong Wen, tot i la intel·ligibilitat limitada amb el dialecte Amoy.
El min nan (min del sud) forma part del grup de llengües min, entre moltes d'altres divisions. Els idiomes/dialectes min son part del grup xinès, de la família sinotibetana. Min nan no és intel·ligible amb el Min Dong (Min de l'est), el cantonès, ni el mandarí estàndard. Pel que fa a la resta de varietats del xinès, hi ha diferències polítiques entre els qui l'anomenen llengua o dialecte.

## Distribució geogràfica
El min nan és parlat a la part sud de la província de Fujian, dos comtats sudencs de la província de Zhejiang, l'arxipèlag Zhoushan excepte Ningbo, i la regió Chaoshan a la província de Guangdong. A més a més, la variant Qiong Wen és parlada a la península Leizhou de la província de Guangdong, així com a la província de Hainan, però la classificació d'aquesta variant com a part del Min Nan o no és discutida.
Una forma del min nan semblant a la del sud de Fujian és parlada a Taiwan, on rep el nom de Tâi-oân-oē or Hō-ló-oē. El principal grup ètnic de Taiwan, el Hō-ló o Hoklo, té el Min Nan com a idioma nadiu. La correspondència, però, entre idioma i etnicitat no és absoluta, i així hi ha Hoklo amb uns coneixements limitats de Min nan i no Hoklos que el parlen perfectament.
Hi ha un gran nombre de parlants de min nan a Àsia Sud-oriental, emigrants hoklo del sud de Fujian portaren la llengua a les actuals Indonèsia, Malàisia i Singapur. En aquests llocs rep el nom de Kokkien o Fukien, i és molt semblant al taiwanés. El Min Nan és, a més, la llengua nadiua del 98,5% de la comunitat xinesa a les Filipines, on és anomenada Lan-nang o Lán-lâng-oē ("La llengua del nostre poble").

## Comparatives
Al sud de Fujian hom parla tres variants d'amoy, que reben el nom del lloc d'origen:
- Amoy (Xiamen) (廈門)
- Changchew (Zhangzhou) (漳州)
- Chinchew (Quanzhou) (泉州)

Atés que Xiamen (Amoy) és la principal ciutat del sud de Fujian, aquest és el dialecte considerat com a més important i de prestigi, malgrat ser un híbrid entre els dialectes quanzhou i zhangzhou. La variant amoy ha tingut un paper molt important en les relacions de la Xina amb els països de l'oest, car ha sigut una de les llengües o dialectes més apreses pels occidentals durant la segona meitat del segle xix i els inicis del xx.
Les variants de min nan parlades a la província de Zhejiang són semblants a les de Quanzhou.
Les variants parlades a Taiwan són semblants a les tres variants de Fujian, i són anomenades taiwanés. De fet, el taiwanés és també una barreja de Quanzhou (al nord de l'illa) i Zhangzhou (al sud).
Les variants parlades a la regió Chaoshan a l'est de la província de Guangdong són anomenades Teochew o  Chaozhou. Teochew és la més estesa a la diàspora xinesa a l'Àsia sud-oriental, particularment a Malàisia, Cambodja, Vietnam i Tailàndia, entre altres llocs.
La variant parlada a Shanwei i Haifeng és prou diferent al Teochew i pot ser una migració posterior des de Zhangzhou. Lingüísticament, se situa entre el Teochew i l'Amoy.
Al sud-oest de Fujian, les variants locals a Longyan i Zhangping formen un grup sencer dintre del min Nan.
Entre els habitants d'ètnia xinesa a Penang (Malàisia) i Medan (Indonèsia) hom ha desenvolupat una forma diferent de Hokkien Zhangzhou. A Penang és anomenada Penang Hokkien, mentre que a l'altra banda de l'estret de Malaca, a Medan, una forma quasi idèntica rep el nom de Bahasa Hokkien (en indonesi).
La gramàtica és bàsicament la mateixa en totes les parles, però hi ha petites diferències en pronúncia i vocabulari entre el Quanzhou i el Zhangzhou. El taiwanés inclou moltes paraules d'origen japonès.
Altrament, però, el Chaozhou divergeix en gran manera de les parles Quanzhou i Zhangzhou tant en pronúncia com en vocabulari.

### Intel·ligibilitat mútua
- Parlat: Les parles de Quanzhou, Xiamen, Zhangzhou i de Taiwan són mútuament intel·ligibles. D'acord amb www.glossika.com Chaozhou i Xiamen són fonèticament semblants en un 84,3%,[1] i un 33,8% en lèxic,[2] mentre que el Mandarí i el min nan són fonèticament semblants en un 62%[1] i un 15,2% en lèxic.[2]
- Escrit: Els dialectes de min nan no té una forma escrita estandarditzada. Hom ensenya els parlants de min nan a llegir mandarí estàndard a l'escola. D'uns pocs anys ençà, però, un puixant nombre de parlants de Min Nan està desenvolupant una forma escrita pròpia, tant amb caràcters xinesos com en alfabet llatí.

## Tons
En general, les variants del min nan tenen de set a vuit tons, i el sandhi tonal és molt comú. Hi ha petites diferències entre els sistemes tonals del Quanzhou i el Zhangzhou, dels quals el Teochew varia en gran manera. El taiwanès segueix el mateix esquema que el Quanzhou i el Zhangzhou, depèn de la part de l'illa.

## Escriptures i ortografies
Tot i que hi ha un seguit de caràcters propis només del Min Nan, la majoria dels seus parlants empren l'escriptura xinesa.

### Romanització
El min nan, i especialment el taiwanès, poden ser escrits amb l'alfabet llatí amb l'ortografia Pe̍h-ōe-jī (o POJ), creada per missioners presbiterians a la Xina, i més tard per taiwanesos. Se n'ha promogut l'ús des de finals del segle xix.
També hi ha una forma escrita que barreja caràcters xinesos amb la romanització, però no és gaire comuna. Així mateix, també hi ha d'altres ortografies basades en l'alfabet llatí.
Els primers textos en min nan són datats al segle xvi, com, per exemple, la "Doctrina Christiana en letra y lengua china", suposadament escrita el 1587 pels dominicans espanyols a les Filipines, o una obra de teatre de la Dinastia Ming anomenada "El romanç del mirall del litxi" (1566 dC), suposadament el text més antic en Min Nan col·loquial.

### Informàtica
El min nan està registrat via RFC 3066 com a zh-min-nan.
A l'hora d'escriure min nan en caràcters xinesos alguns escriptors creen nous símbols quan consideren impossible de significar el mateix amb els de la llengua estàndard, aquesta pràctica és comuna en cantonès, els Chữ Nôm vietnamites, els Hanja corens i els Kanji japonesos. Això comporta problemes amb els ordinadors, car aquests nous caràcters no estan inclosos en l'Unicode (o l'ISO/IEC 10646 corresponent), encara que sí que poden ser escrits en caràcters llatins mitjançant combinacions de tecles.